# John Timakata
John William Timakata est un avocat et homme politique vanuatais.

## Biographie
Il est le fils de Fred Timakata, vice-Premier ministre au moment de l'indépendance du Vanuatu en 1980 puis président de la république de 1989 à 1994.
Avocat au bureau du procureur, John Timakata est le procureur public par intérim en 2015 et initie une procédure pénale contre dix-huit députés de la majorité parlementaire pour corruption, dont huit ministres en exercice (Moana Carcasses Kalosil, Thomas Laken, Tony Nari, Hosea Nevu, Paul Telukluk, Stephen Kalsakau, Willie Jimmy et Serge Vohor). Quinze des députés, dont tous les ministres sauf Hosea Nevu, sont reconnus coupables par la Cour suprême et condamnés à des peines de prison ferme.
En septembre 2018, John Timakata se voit interdire pour trois mois de pratiquer le métier d'avocat et est condamné à une amende de 300 000 vatu, sur décision de la commission disciplinaire de la Commission du Droit (l'association de régulation des avocats), pour avoir détenu illégalement des documents dans le but de contraindre un client de payer des frais d'avocat exagérément élevés. Ayant conseillé une cliente contre paiement de 500 000 vatu durant sa période de suspension, en violation de la décision de la commission disciplinaire, il est condamné en août 2019 à douze mois de suspension professionnelle supplémentaires. 
Aux élections législatives de 2022, il entre au Parlement de Vanuatu comme député des îles Shepherd, avec l'étiquette du Vanua'aku Pati,. En avril 2023 il change de parti et adhère à l'Union des partis modérés, le parti du Premier ministre Ishmael Kalsakau, quittant ainsi les bancs de l'opposition parlementaire pour adhérer à la majorité. Le 14 juillet 2023 il entre au gouvernement comme ministre des Affaires foncières. Le gouvernement perd la confiance du Parlement moins de deux mois plus tard et doit démissionner, mais le gouvernement qui lui succède est à son tour déchu par le Parlement après quelques semaines et John Timakata retrouve ses fonctions ministérielles en octobre,. Début décembre, il accepte toutefois de céder son ministère à Gracia Shadrack, que le Premier ministre Charlot Salwai fait entrer au gouvernement pour consolider sa majorité parlementaire.